# Propagandawerfer 41
El Propagandawerfer 41 (de l'alemany: Llança propaganda) era un llançacoets de 72,4 mm, que llançava munició no letal, els coets anomenats Propagandagranate 41 (de l'alemany: Granada de propaganda). El llançador i els coets eren lleugers i es podien carregar i transportar per un sol home. Els utilitzaven les tropes de propaganda nazis durant la Segona Guerra Mundial per a distribuir pamflets de propaganda.

## Descripció

### Llançador
El Propagandawerfer 41 era una construcció lleugera, de 12,26 kg, que disposava d'un cos fet de tubs. La base del llançador era triangular i tenia una barra, que s'utilitzava per connectar el cos del llançacoets a la seva base. A la part frontal de la base, hi havia situat un braç ajustable per regular l'elevació del cos del llançador, just a la part central. El coet era dipositat a la part superior del cos fins que els seus operadors el deixaven caure pel tub de llançament, on el coet s'iniciava al entrar en contacte amb el punxó de detonació, que feia que el coet sortís disparat.

### Coet
La Propagandagrante 41 estava construïda amb una punta de plàstic, que contenia 200 pamflets de propaganda que pesaven 0,23 kg. Estaven col·locats de forma que formaven una espècie de tub al voltant d'una molla i de la base metàl·lica, que feia que el coet es mantingués unit durant el vol. Quan el coet es disparava, els gasos resultants que donaven impuls al coet, sortien per uns petits forats a la base del coet, els quals s'havien fet amb la intenció que aquest rotés durant el vol. També es va utilitzar un detonador de retrocés, que feia detonar una petita càrrega per a separar la punta del coet del cos, a una alçada d'uns 100-150 metres, on la molla situada dins feia que els pamflets de propaganda sortissin repartits per l'aire.